# Niedersetzen

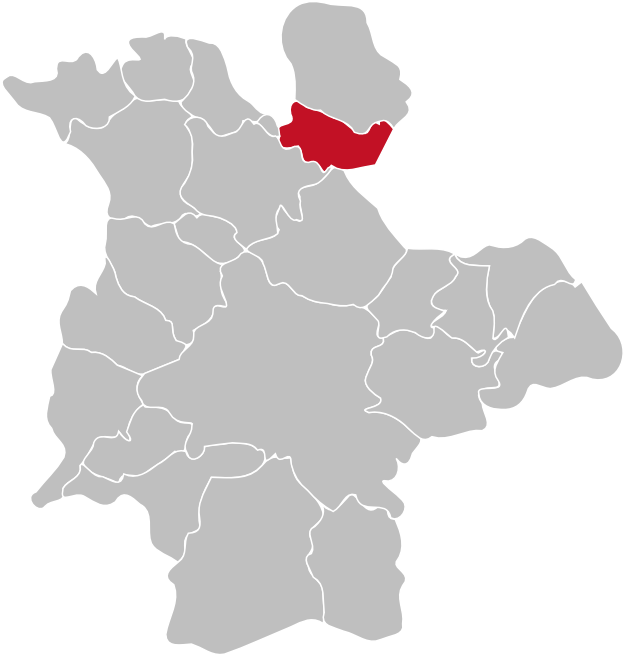
Os bairros da cidade de Siegen e a localização de Niedersetzen (em vermelho)

Niedersetzen é um bairro (Stadtteil) da cidade de Siegen, na Alemanha.
O mais antigo documento a mencionar Niedersetzen - então uma aldeia independente - data de 1418. Até 1° de julho de 1966, Niedersetzen era um município independente que pertencia à associação de municípios (Amt) de Netphen. Com a reforma territorial válida a partir desta data, a localidade foi incorporada à cidade de Hüttental, a qual, por sua vez, com a reforma territorial de 1° de janeiro de 1975, foi incorporada à cidade de Siegen.
O bairro encontra-se no vale do córrego Setze, no distrito municipal (Stadtbezirk) I (Geisweid) da cidade de Siegen e faz fronteira com as seguintes localidades: ao suldoeste, com o bairro de Geisweid; a oeste, com os bairros de Dillnhütten; ao norte, com o bairro de Obersetzen; a noroeste, com a cidade de Kreuztal; a leste, com a cidade de Netphen. Niedersetzen contava, em 31 de dezembro de 2015, com uma população de 636 habitantes.